# West-Alblasserwaards
Het West-Alblasserwaards is het dialect dat in het westen van de Alblasserwaard wordt gesproken.
Hoewel veel mensen van mening zijn dat er in de hele Alblasserwaard Utrechts wordt gesproken is dit in het westen geenszins het geval, het zijn echte Hollandse dialecten met ten hoogste een lichte Utrechtse inslag.
Het westen kent bijvoorbeeld veel woorden met een ae-klank. Zo spreekt men van daer, waer en schaep terwijl het oosten van de streek deze woorden uitspreekt met een ao: daor, waor, schaop.
Ook de Utrechtse rekking (máán, gráás voor man, gras) is afwezig in het westen, hoewel het Sliedrechts en een enkel ander grensdorp dit kenmerk wel kent.
Alle dorpen binnen het westen van de Alblasserwaard zijn duidelijk van elkaar te onderscheiden. Nieuw-Lekkerlands is niet hetzelfde als Blesgraefs of Meulesgraefs. Het dialect van Sliedrecht heeft veel unieke kenmerken.
Het klassieke dialect wordt steeds minder gesproken maar een verwaterde versie is nog steeds in veel dorpen te horen. Het Papendrechts staat er slecht voor, de import is overweldigend en het dialect is op sterven na dood.
Door de Stichting Streektaal Alblasserwaard & Vijfheerenlanden en door de Historische Vereniging Sliedrecht is veel dialect van dit gebied vastgelegd in boeken en krantenstukjes, maar ook op cd en dvd.